# Kateryna Tabashnyk
Kateryna Tabashnyk (née le 15 juin 1994) est une athlète ukrainienne, spécialiste du saut en hauteur.

## Biographie
Le 21 juillet 2013, en franchissant 1,90 m, record personnel (elle avait déjà sauté cette hauteur en salle le 6 février 2013 à Soumy), elle remporte le titre de championne d'Europe juniors à Rieti. Elle n'avait pas achevé l'heptathlon des Championnats du monde juniors 2012 et avait participé aux qualifications des Championnats du monde jeunesse à la hauteur en 2011.
Le 29 août 2017, elle porte à Rovereto son record personnel à 1,95 m pour s'imposer devant sa compatriote et tout juste vice-championne du monde Yuliya Levchenko, 2e avec 1,93 m.
Le 22 décembre 2018, à Minsk, Tabashnyk porte son record personnel en salle à 1,98 m. Le 26 janvier, elle franchit 1,99 m à Hustopeče.
En mars 2019, elle termine 4e des championnats d'Europe en salle à Glasgow en franchissant 1,97 m. Le 12 avril, elle est testée positive à l'hydrochlorothiazide, à la suite d'un test antidopage réalisé le 28 mars précédent lors d'un stage en Turquie. Fournissant des explications relatant une maladie lors du stage, l'AIU considère que la violation des règles antidopage n'était pas intentionnelle et la suspend pour une durée de 19 mois, à compter du 28 mars.
Elle reprend la compétition le 17 mai 2021 aux Interclubs ukrainiens et franchit 1,86 m. Sa deuxième et unique compétition de la saison, les championnats nationaux, se solde par un zéro.
En juin 2022, elle franchit 1,95 m à Paris, sa meilleure performance en plein air depuis 2018, mais n'est pas sélectionnée dans l'équipe d'Ukraine aux côtés de Yaroslava Mahuchikh et Iryna Gerashchenko pour les championnats du monde de Eugene, la fédération nationale préférant Yuliya Levchenko. Elle continue sa saison mais ne franchira au mieux qu'1,88 m le 6 août à Chorzów, et conclut 2022 avec 1,85 m à Bellinzone le 12 septembre.
Le 17 août 2022, sa mère meurt dans une explosion de son immeuble résidentiel à Kharkiv, orchestrée par l'armée russe, en pleine invasion de l'Ukraine par la Russie.

## Palmarès
| Date | Compétition                    | Lieu             | Résultat | Épreuve    | Marque |
| ---- | ------------------------------ | ---------------- | -------- | ---------- | ------ |
| 2012 | Championnats du monde juniors  | Barcelone        | —        | Heptathlon | DNF    |
| 2013 | Championnats d'Europe juniors  | Rieti            | 1re      | Hauteur    | 1,90 m |
| 2018 | Championnats d'Europe          | Berlin           | 5e       | Hauteur    | 1,94 m |
| 2018 | Ligue de diamant               | Ligue de diamant | 5e       | Hauteur    | 1,85 m |
| 2019 | Championnats d'Europe en salle | Glasgow          | 4e       | Hauteur    | 1,97 m |
| 2023 | Championnats d'Europe en salle | Istanbul         | 3e       | Hauteur    | 1,94 m |

## Records
| Épreuve         | Épreuve   | Marque | Lieu               | Date                         |
| --------------- | --------- | ------ | ------------------ | ---------------------------- |
| Saut en hauteur | Plein air | 1,96 m | Kropyvnytsky Lutsk | 25 juin 2018 19 juillet 2018 |
| Saut en hauteur | En salle  | 1,99 m | Hustopece          | 26 janvier 2019              |